# Arthur Sturgis Hardy

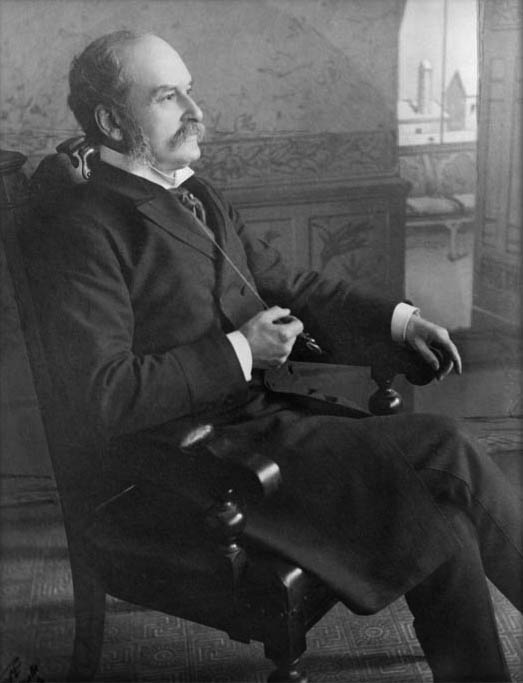
Arthur Sturgis Hardy

Arthur Sturgis Hardy, QC (* 14. Dezember 1837 in Mount Pleasant, Oberkanada; † 13. Juni 1901 in Toronto) war ein kanadischer Politiker und Rechtsanwalt. Vom 21. Juli 1896 bis zum 20. Oktober 1899 war er Premierminister der Provinz Ontario sowie Vorsitzender der Ontario Liberal Party.

## Biografie
Hardy, der Sohn eines Bauern, besuchte in Mount Pleasant eine vom Dorfpfarrer geleitete Privatschule, anschließend die Rockwood Academy in Rockwood. Er studierte Recht und erhielt 1865 die Zulassung als Rechtsanwalt. Zunächst war er in der Kanzlei seines Onkels angestellt, bis er 1867 in Brantford eine eigene eröffnete. 1866 trat er den Freimaurern bei.
Während seiner Studienzeit hatte er als Mitglied von George Browns Wahlkomitees erste politische Erfahrungen gesammelt. Aus beruflichen Gründen musste er das Angebot der Liberalen Partei Kanadas, zur Unterhauswahl 1872 anzutreten, ausschlagen. Ein Jahr später jedoch gewann er eine Nachwahl im Wahlkreis Brant South und zog in die Legislativversammlung von Ontario ein.
Premierminister Oliver Mowat ernannte Hardy im März 1877 zum Provinzsekretär (provincial secretary). Dieses Amt war das zweithöchste nach jenem des Regierungschefs und umfasste zahlreiche Aufgaben, darunter die Pflege der Außenbeziehungen, die Aufsicht über die staatliche Verwaltung und das Bewahren des Siegels. Er blieb bis Januar 1889 im Amt, als Mowat ihn zum Kommissar für das Kronland ernannte. Als solcher war er für die damals bedeutendste Einnahmequelle der Provinz zuständig, das Erteilen von Forst- und Bergbaulizenzen. 1893 veranlasste er die Gründung des Algonquin Provincial Park, des ersten Naturschutzreservates Ontarios.
Nach Mowats Wechsel in die Bundespolitik wurde Hardy als amtsältestes Kabinettsmitglied dessen Nachfolger, am 21. Juli 1896 übernahm er die Ämter des Premierministers, des Attorney General und des Vorsitzenden der Ontario Liberal Party. Der kontroverseste Beschluss seiner Regierung war ein neues Forstwirtschaftsgesetz Ende Dezember 1897. Es schrieb vor, dass alle auf Kronland gefällten Bäume zwingend in Kanada weiterverarbeitet werden mussten. Die Maßnahme hatte Proteste auf Seiten der Konkurrenz im benachbarten Michigan und eine Intervention des amerikanischen Außenministers zur Folge.
Die Wahl im März 1898 endete mit einer stark reduzierten Sitzmehrheit der Liberalen. Die unterlegenen Konservativen, die nur sieben Sitze weniger errungen hatten, erhoben Manipulationsvorwürfe. So hätten zahlreiche Personen mehrmals für die Liberalen ihre Stimme abgegeben und in mehreren Wahlkreisen sollen Staatsangestellte als unechte Wahlleiter aufgetreten sein. Auf Anraten seines Arztes trat der schwer zuckerkranke Hardy am 20. Oktober 1899 zurück. Etwas mehr als eineinhalb Jahre später starb er an den Folgen einer misslungenen Blinddarmoperation.

## Nachwirkung
Die kanadische Regierung, vertreten durch den für das Historic Sites and Monuments Board of Canada zuständigen Minister, ehrte Hardy am 17. Mai 1948 für sein Wirken und erklärte ihn zu einer „Person von nationaler historischer Bedeutung“.